# Лазьки (Полтавський район)
Ла́зьки — село в Україні, в Опішнянській селищній громаді Полтавського району Полтавської області. Населення становить 63 осіб.

## Географія

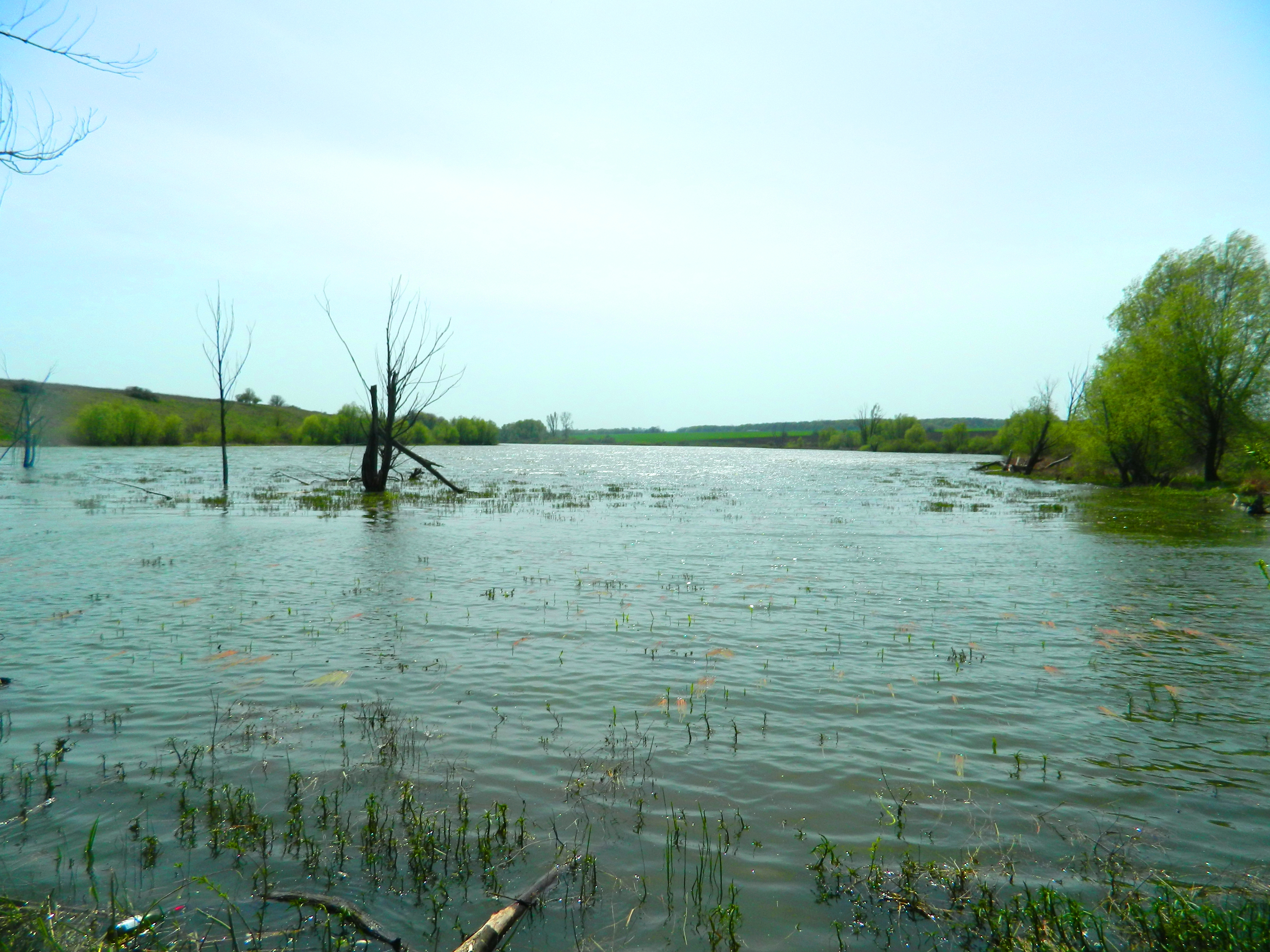
Гідрологічний заказник «Озеро Лазьки»

Село розташоване на відстані 1 км від села Батьки. На північ від села розташований гідрологічний заказник — Озеро «Лазьки», площею 65,8 га.

## Історія
1859 року у козачому і власницькому селі налічувалось 532 двори, мешкало 1572 особи (760 чоловічої статі та 812 — жіночої), існувала православна церква.
Станом на 1885 рік у колишньому державному та власницькому селі Більської волості Зіньківського повіту Полтавської губернії, мешкало 597 осіб, налічувалось 146 дворових господарств, працювало 3 вітрові млини та постоялий двір.
У Національній книзі пам'яті жертв Голодомору 1932—1933 років в Україні перелічено 8 жителів села, що загинули від голоду.

## Пам'ятки
- група могил (3) радянських воїнів, жертв нацизму.